# Nérilia Mondésir
Pour les articles homonymes, voir Mondésir.
Nérilia Mondésir, surnommée NériGol, née le 17 janvier 1999 à Quartier-Morin à Haïti, est une footballeuse internationale haïtienne. Elle évolue au poste d'attaquante au Montpellier HSC.

## Biographie

### Carrière en club
Nérilia Mondésir, née à Haïti à Quartier-Morin, elle est la cadette d'une famille de cinq enfants. Elle joue au football dès l'âge de six ans dans son village (Grand Pré). Pourtant, sous l'influence de son cousin, elle se tourne vers le judo et en 2011, elle rejoint l'École Nationale des Talents Sportifs (ENTS) à la Croix-des-Bouquets pour cette discipline.
Déçue de ne pas être sélectionnée pour représenter son pays en tant que judoka, elle décide de revenir à sa passion première, le football et fait forte impression sur les techniciens de la FHF.
En avril 2016, elle réalise un essai de deux semaines avec l'Olympique lyonnais.
Nérilia Mondésir fait un essai à Montpellier en juin 2016.
Le 24 janvier 2017, elle quitte son pays natal pour rejoindre le Montpellier HSC où elle vient de s'engager pour 5 ans.
À son arrivée à Montpellier, elle évolue principalement avec l'équipe U19.

### Carrière en sélection
En 2014, elle dispute le Championnat Concacaf féminin des moins de 15 ans avec la sélection nationale. Les haïtiennes atteignent la finale et Nérilia Mondésir est la meilleure buteuse de la compétition.
En 2015, à l'âge de 16 ans, elle fait ses débuts en sélection senior.
Le 4 octobre 2019, pour son premier match en tant que capitaine, elle inscrit un quadruplé.

## Statistiques

### Statistiques détaillées
| Saison                | Club                  | Championnat           | Championnat | Championnat | Coupe(s) nationale(s) | Coupe(s) nationale(s) | Haïti | Haïti | Total | Total |
| Saison                | Club                  | Division              | M.          | B.          | M.                    | B.                    | M.    | B.    | M.    | B.    |
| 2014                  | AS Tigresses          | Division 1            | -           | -           | -                     | -                     | -     | -     | 0     | 0     |
| 2015                  | AS Tigresses          | Division 1            | -           | -           | -                     | -                     | 5     | 13    | 5     | 13    |
| 2016                  | AS Tigresses          | Division 1            | -           | -           | -                     | -                     | -     | -     | 0     | 0     |
| Sous-total            | Sous-total            | Sous-total            | -           | -           | -                     | -                     | 5     | 13    | 5     | 13    |
| 2016-2017             | Montpellier HSC       | Division 1            | 2           | 0           | 1                     | 0                     | -     | -     | 3     | 0     |
| 2017-2018             | Montpellier HSC       | Division 1            | 4           | 1           | 1                     | 0                     | -     | -     | 5     | 1     |
| 2018-2019             | Montpellier HSC       | Division 1            | 16          | 0           | 1                     | 0                     | -     | -     | 17    | 0     |
| 2019-2020             | Montpellier HSC       | Division 1            | 16          | 0           | 2                     | 1                     | 5     | 6     | 23    | 7     |
| 2020-2021             | Montpellier HSC       | Division 1            | 22          | 0           | 1                     | 0                     | -     | -     | 23    | 0     |
| 2021-2022             | Montpellier HSC       | Division 1            | 20          | 5           | 3                     | 2                     | 5     | 3     | 28    | 10    |
| 2022-2023             | Montpellier HSC       | Division 1            | 21          | 9           | 2                     | 1                     | 7     | 2     | 30    | 12    |
| 2023-2024             | Montpellier HSC       | Division 1            | -           | -           | -                     | -                     | 5     | 2     | 5     | 2     |
| Sous-total            | Sous-total            | Sous-total            | 101         | 15          | 11                    | 4                     | 22    | 13    | 134   | 32    |
| Total sur la carrière | Total sur la carrière | Total sur la carrière | 101         | 15          | 11                    | 4                     | 27    | 26    | 139   | 45    |

### En sélection

#### Matchs internationaux
Le tableau suivant liste les rencontres de l'équipe d'Haïti dans lesquelles Nérilia Mondésir a été sélectionnée depuis le 21 août 2015 jusqu'à présent.

## Palmarès

### En club
- Champion d'Haïti 2014, 2015 et 2016 avec l'AS Tigresses[34]

### En sélection
- Finaliste de la coupe de la CONCACAF U15 en 2014[35]
- Vainqueur de la coupe de la Caraïbe U20 en 2015
- Finaliste de la coupe de la Caraïbe U17 en 2015
- Mondialiste de la coupe du monde U20 de France 2018

## Récompense individuelle
- Soulier d’Or Concacaf féminin U15 en 2014[36]
- Soulier d’or du championnat de la Caraïbe 2015 des moins de 17 ans
- Soulier d’Or caribéen U20 2015
- Meilleure joueuse caribéenne U20 en 2015
- Soulier d’Or Féminin Concacaf U17 en 2016